# Breguet
Онегин едет на бульвар

И там гуляет на просторе,

Пока недремлющий брегет

Не прозвонит ему обед.
Breguet (произн. Бреге́) — марка швейцарских часов класса «люкс». С сентября 1999 года входит в группу компаний Swatch.

## История
В 1775 году, тогда ещё начинающий часовой мастер Абраам-Луи Бреге открыл свой первый часовой магазин в Париже, где его творения постепенно завоевали популярность у французской элиты.
Во время французской революции Бреге переехал в Швейцарию, где создал новое современное часовое производство. Тем не менее в 1795 году он возвращается во Францию, восстанавливает свою мастерскую и начинает разработку собственного механизма для обычных часов и часов с репетиром.
В 1801 году Бреге начал постепенно осваивать новые рынки, и в первую очередь в России, которая на тот момент была выгодным партнёром. В результате в 1808 году в Санкт-Петербурге было открыто представительство «Русский дом Breguet».
За выдающиеся заслуги в часовом деле Бреге был удостоен множества наград и титулов. В 1816 году его избрали членом Королевской академии наук и он стал кавалером Легиона Славы и членом Французского бюро измерений (Палата мер и весов).
В 1999 году компания Swatch Group купила Breguet.

## Достижения
За свою историю компания Breguet доработала и создала множество технологий, которые до сих пор используются при производстве часов.
- В 1780 году выпущены первые часы с автоподзаводом, с инерционным грузом и двумя заводными барабанами.
- В 1783 году изобретение конструкции ударного гонга.
- В 1790 году изобретение первой в мире противоударной системы, под названием «pare-chuté», которую завершили в 1808 году.
- В 1801 году получен патент за изобретение турбийона — механизма, компенсирующего влияние гравитации на точность хода часов.

## Знаменитые клиенты
Клиентами компании были самые известные исторические персоны:
- 1782 — Мария-Антуанетта, королева Франции
- 1798 — Наполеон Бонапарт, император Франции
- 1787 — Шарль Морис де Талейран-Перигор, министр иностранных дел Франции
- 1798 — Жозефина Богарне, императрица Франции
- 1806 — Селим III, султан Османской империи
- 1808 — Каролина Бонапарт, королева Неаполя
- 1809 — Александр I, Российский император
- 1813 — Мишель Ней, маршал Франции
- 1835 — Граф Axel von Fersen, шведский офицер и дипломат
- 1838 — Королева Виктория Английская
- 1901 — Уинстон Черчилль, премьер-министр Великобритании
- 2007 — Владимир Путин (Breguet Marine)[3]
- Светлана Медведева[3]
- Алексей Кудрин (Breguet Classique Automatic)
- Патриарх Кирилл (Breguet Classique)[4]